# Ixioliriaceae
Ixioliriaceae је фамилија монокотиледоних зељастих биљака из реда Asparagales. Обухвата један род са пет врста. Представници ове фамилије распрострањени су у југозападној Азији.